# Willy Hagara
Willy Hagara (né le 4 juin 1927 à Vienne, mort le 15 mai 2015 dans Wiesbaden) est un chanteur autrichien.

## Biographie
Willy Hagara suit d'abord une formation d'employé des postes et commence dans ce métier. En 1946, il remporte un concours de chant. Il décide alors de se lancer dans une carrière artistique en prenant des cours de chant et de théâtre. Par ailleurs, il se fait connaître avec des chansons d'inspiration folklorique et dans le groupe de Johannes Fehring, qui deviendra l'ÖRF Big Band Orchstra. Il connaît le succès au bout de dix ans avec le titre Eine Kutsche voller Mädels und die Taschen voller Geld. Au cours des années 1960, il joue aussi des rôles au cinéma.
En 1969, il devient millionnaire grâce à un héritage : son père, le marchand Franz Hagara, lui laisse une villa viennoise et plusieurs terrains en location. Il apparaît encore quelques fois à la télévision, dans des émissions et des téléfilms.

## Discographie
- Diesmal muß es Liebe sein (1954)
- Auf dem blauen Meer (1954)
- Eine Kutsche voller Mädels (1955)
- Häuschen mit Garten (1955)
- Cindy, Oh Cindy (1958)
- Nur in Portofino (Sugartime) (1958)
- Casetta in Kanada (1958)
- Mandolinen und Mondschein (1959)
- Freunde fürs Leben (1960)
- Pepe (1961)
- Liebe kleine Stadt (1961)
- Mach's doch so wie Aladin (1961) (Générique du Loto allemand)
- Es kann dein Glück sein (1961)
- Caterina (1962)
- Mach aus mir keinen Engel (1965)
- Roter Hula Moon

## Filmographie
- 1957: Weißer Holunder (de)
- 1958: Liebe, Mädchen und Soldaten (de)
- 1959: Musique de mon cœur
- 1959: Der Haustyrann (de)
- 1959: Laß mich am Sonntag nicht allein (de)
- 1959: Paprika
- 1961: Ramona

## Source de la traduction
- (de) Cet article est partiellement ou en totalité issu de l’article de Wikipédia en allemand intitulé « Willy Hagara » (voir la liste des auteurs).